# Liste der FFH-Gebiete in Galicien

Flagge von Galicien

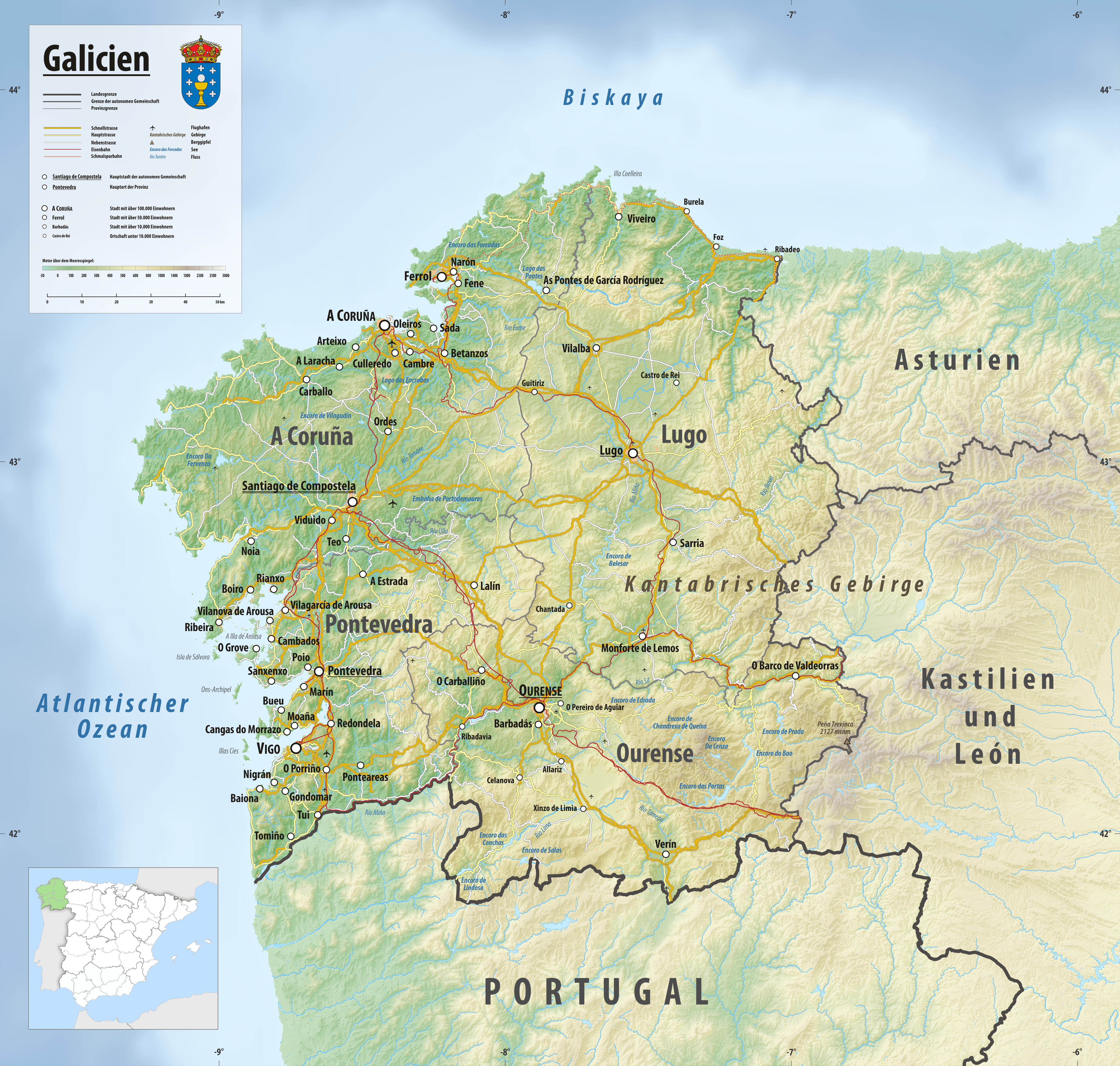
Karte von Galicien

Diese sortierbare Liste führt die Fauna-Flora-Habitat-Gebiete in der zu Spanien gehörenden autonomen Gemeinschaft Galicien. Die Gebiete gehören zum europäischen Schutzgebietsnetz Natura 2000.

## Hinweise zu den Angaben in der Tabelle
- Gebietsname: Amtliche Bezeichnung des Schutzgebiets
- Bild/Commons: Bild und Link zu weiteren Bildern aus dem Schutzgebiet
- WDPA-ID: Link zum Schutzgebiet in der World Database on Protected Areas
- EEA-ID: Link zum Schutzgebiet in der Datenbank der European Environment Agency (EEA)
- Lage: Geografischer Standort
- Fläche: Gesamtfläche des Schutzgebiets in Hektar
- Bemerkungen: Besonderheiten und Anmerkungen

Bis auf die Spalte Lage sind alle Spalten sortierbar.

## Tabelle
| Gebietsname                  | Bild/Commons | WDPA-ID | EEA-ID    | Lage | Fläche ha | Bemerkungen |
| ---------------------------- | ------------ | ------- | --------- | ---- | --------- | ----------- |
| Illas Cíes                   |              |         | ES0000001 | ⊙    | 990,35    |             |
| Ortigueira - Mera            |              |         | ES1110001 | ⊙    | 3.867,8   |             |
| Costa Ártabra                |              |         | ES1110002 | ⊙    | 7.545,9   |             |
| Fragas do Eume               |              |         | ES1110003 | ⊙    | 9.127,1   |             |
| Encoro de Abegondo - Cecebre |              |         | ES1110004 | ⊙    | 528,6     |             |
| Costa da Morte               |              |         | ES1110005 | ⊙    | 11.809,4  |             |
| Complexo húmido de Corrubedo |              |         | ES1110006 | ⊙    | 9.262,9   |             |
| Betanzos - Mandeo            |              |         | ES1110007 | ⊙    | 1.020,1   |             |
| Carnota - Monte Pindo        |              |         | ES1110008 | ⊙    | 4.673,9   |             |
| Costa de Dexo                |              |         | ES1110009 | ⊙    | 346,5     |             |
| Estaca de Bares              |              |         | ES1110010 | ⊙    | 851,5     |             |
| Esteiro do Tambre            |              |         | ES1110011 | ⊙    | 1.581,5   |             |
| Monte e lagoa de Louro       |              |         | ES1110012 | ⊙    | 1.095,8   |             |
| Xubia - Castro               |              |         | ES1110013 | ⊙    | 2.074,3   |             |
| Serra do Careón              |              |         | ES1110014 | ⊙    | 6.661,7   |             |
| Río Anllóns                  |              |         | ES1110015 | ⊙    | 162,0     |             |
| Río Tambre                   |              |         | ES1110016 | ⊙    | 583,3     |             |
| Ancares - Courel             |              |         | ES1120001 | ⊙    | 102.634,5 |             |
| Río Eo                       |              |         | ES1120002 | ⊙    | 982,1     |             |
| Parga - Ladra - Támoga       |              |         | ES1120003 | ⊙    | 4.939,1   |             |
| A Marronda                   |              |         | ES1120004 | ⊙    | 1.239,1   |             |
| As Catedrais                 |              |         | ES1120005 | ⊙    | 297,5     |             |
| Carballido                   |              |         | ES1120006 | ⊙    | 4.827,9   |             |
| Cruzul - Agüeira             |              |         | ES1120007 | ⊙    | 651,6     |             |
| Monte Faro                   |              |         | ES1120008 | ⊙    | 2.988,1   |             |
| Monte Maior                  |              |         | ES1120009 | ⊙    | 1.247,1   |             |
| Negueira                     |              |         | ES1120010 | ⊙    | 4.547,2   |             |
| Ría de Foz - Masma           |              |         | ES1120011 | ⊙    | 643,2     |             |
| Río Landro                   |              |         | ES1120012 | ⊙    | 127,2     |             |
| Río Ouro                     |              |         | ES1120013 | ⊙    | 108,9     |             |
| Canón do Sil                 |              |         | ES1120014 | ⊙    | 5.914,1   |             |
| Serra do Xistral             |              |         | ES1120015 | ⊙    | 22.963,9  |             |
| Río Cabe                     |              |         | ES1120016 | ⊙    | 1.786,9   |             |
| Costa da Mariña occidental   |              |         | ES1120017 | ⊙    | 491,2     |             |
| Baixa Limia                  |              |         | ES1130001 | ⊙    | 33.921,5  |             |
| Macizo Central               |              |         | ES1130002 | ⊙    | 46.985,7  |             |
| Bidueiral de Montederramo    |              |         | ES1130003 | ⊙    | 1.983,8   |             |
| Pena Veidosa                 |              |         | ES1130004 | ⊙    | 2.321,1   |             |
| Río Támega                   |              |         | ES1130005 | ⊙    | 630,5     |             |
| Veiga de Ponteliñares        |              |         | ES1130006 | ⊙    | 159,8     |             |
| Pena Trevinca                |              |         | ES1130007 | ⊙    | 24.896,2  |             |
| Pena Maseira                 |              |         | ES1130008 | ⊙    | 5.738,8   |             |
| Serra da Enciña da Lastra    |              |         | ES1130009 | ⊙    | 1.787,1   |             |
| Sistema fluvial Ulla - Deza  |              |         | ES1140001 | ⊙    | 1.633,2   |             |
| Río Lérez                    |              |         | ES1140002 | ⊙    | 149,6     |             |
| A Ramallosa                  |              |         | ES1140003 | ⊙    | 92,0      |             |
| Complexo Ons - O Grove       |              |         | ES1140004 | ⊙    | 7.606,6   |             |
| Monte Aloia                  |              |         | ES1140005 | ⊙    | 782,9     |             |
| Río Tea                      |              |         | ES1140006 | ⊙    | 356,4     |             |
| Baixo Miño                   |              |         | ES1140007 | ⊙    | 2.871,0   |             |
| Brañas de Xestoso            |              |         | ES1140008 | ⊙    | 1.077,1   |             |
| Cabo Udra                    |              |         | ES1140009 | ⊙    | 623,0     |             |
| Costa da Vela                |              |         | ES1140010 | ⊙    | 1.418,9   |             |
| Gándaras de Budiño           |              |         | ES1140011 | ⊙    | 727,1     |             |
| Illas Estelas                |              |         | ES1140012 | ⊙    | 725,3     |             |
| Serra do Candán              |              |         | ES1140013 | ⊙    | 10.699,1  |             |
| Serra do Cando               |              |         | ES1140014 | ⊙    | 5.458,3   |             |
| Sobreirais do Arnego         |              |         | ES1140015 | ⊙    | 1.123,6   |             |
| Enseada de San Simón         |              |         | ES1140016 | ⊙    | 2.218,3   |             |